# Кесар Лалл
Кесар Лалл (непальск. केसर लाल, 15 июля 1926 — 26 декабря 2012), другое имя: Кесар Лалл Шрестха, непальский писатель и фольклорист. Опубликовал более 50 книг рассказов и стихов. Он писал на непальском, неварском и английском языках.

## Ранние годы
Кесар Лалл родился в Катманду в семье отца Джагата Лала и матери Бал Кумари Шрестха. Его отец руководил школой в своём доме в Масан Галли (मासं गल्लि), и был широко известен как Джагат Лал Мастер. Это было одно из немногих мест, где в те дни в Непале можно было получить современное образование, поскольку правительство Раны не поощряло создание школ. Он выучил английский язык у своего отца и сам научился писать сочинения, изучая различные учебники.

## Писательская карьера

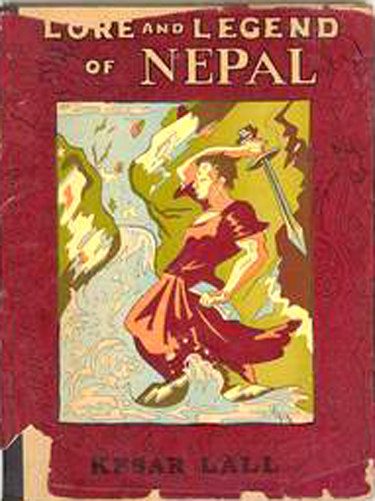
Первая книга Лалла, напечатанная в 1961 году

Кесар Лалл начал свою писательскую карьеру в 1945 году, написав статьи на английском языке для индийских журналов. В 1953 году он опубликовал свой первый рассказ под названием Bhutucha («Низкорослая девушка») на неварском языке в журнале «Nepal». Он опубликовал свою первую книгу народных сказок под названием «Знания и легенды о Непале» (Lore and Legend of Nepal) на английском языке в 1961 году.
Кесар Лалл наиболее известен как рассказчик, который познакомил мир с фольклором Непала, собирая, переводя и публикуя сказки, рассказываемые в различных непальских общинах. Он путешествовал по стране, слушая истории и делая заметки от руки позже дома, потому что, по его словам, люди стеснялись говорить перед магнитофоном. Он также был поэтом, и его поэзия была описана как простая и пронзительная.
Продолжая писать, Кесар Лалл подрабатывал на разных работах. В 1951 году, после свержения режима Рана и прихода к власти нового правительства, Кесар Лалл получил должность помощника личного секретаря премьер-министра Матрика Прасад Коирала. Он также работал на Бишвешвара Прасад Коирала, когда тот был министром внутренних дел. Кесар Лалл присоединился к посольству США в Катманду в конце 1950-х годов в качестве советника и переводчика, где и оставался до выхода на пенсию в 1985 году.